# Oldenburger See
Der Oldenburger See ist ein See im Kreis Herzogtum Lauenburg im deutschen Bundesland Schleswig-Holstein nördlich des Ortes Lehmrade. Der See ist ca. 5 ha groß, bildet das Zentrum des Naturschutzgebiets „Oldenburger See und Umgebung“ und gehört zum Einzugsbereich der Möllner Seenplatte. 